# Herbert Weld Blundell
Herbert Joseph Weld Blundell (* 7. Januar 1852 in Liverpool; † 5. Februar 1935) war ein englischer Afrikareisender, Archäologe, Philanthrop und Segler. Im Jahr 1924 verkürzte er seinen Nachnamen von Weld Blundell auf Weld.

## Leben bis 1922
Blundell wurde an der renommierten Jesuitenschule Stonyhurst College bei Clitheroe in der englischen Grafschaft Lancashire ausgebildet. Er reiste 1891 nach Persien, dann für ein Jahrzehnt von 1894 bis 1905 in Nordafrika und Ostafrika.
Während des Zweiten Burenkrieges (1899–1902) war er Korrespondent der „Morning Post“. Daneben nahm er an Expeditionen teil.

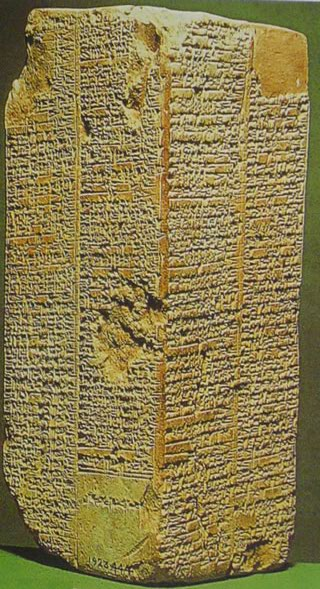
Sumerische Königsliste (Weld-Blundell Prisma), zwischen 1827 und 1817 v. Chr. (2006)

- 1891–1892 Aufenthalt in Persepolis mit Lorenzo Giuntini zur Anfertigung von Abgüssen der Reliefs
- 1894–1895 Libyen und Cyrenaica-Reise, Erstellen einer Fotodokumentation[2][3]
- 1898 Abessinien Expedition mit Simon Fraser, 14. Lord Lovat (1871–1933) und Reginald Koettlitz (1860–1916)[4]
- 1904–1905 In der Umgebung von Addis Abeba, Äthiopien[1]
- 1922 Weld Blundell Expedition, fand die Sumerische Königsliste (Weld-Blundell Prisma), heute im Ashmolean Museum, Oxford, England[5]

- 1921–1922 übertrug er die Weld Blundell Sammlung an die University of Oxford.[6]

## Leben seit 1923
Blundell unterstützte 1923 eine Expedition in den Jemen und die gemeinsame Expedition des „Field Museum“ und der University of Oxford nach Kiš in Mesopotamien.
Im gleichen Jahr heiratete er Theodora Mclaren-Morrison, die 1928 starb. Im selben Jahr erbte er Lulworth Castle von einem Cousin, Reginald Joseph Weld Blundell. Im Jahr 1928, nach dem Tod von Reginalds Bruder Humphrey, erbte er den Rest des Lulworth Estate der Familie Weld-Blundell.
Im Jahr 1923 begann er mit einer Kampagne gegen die Nutzung von Bindon Hill als Schießplatz durch die British Army, dem Beginn des langen Konflikts, der sich um das Schicksal von Tyneham und anderen Teilen des Lulworth Estate drehte.

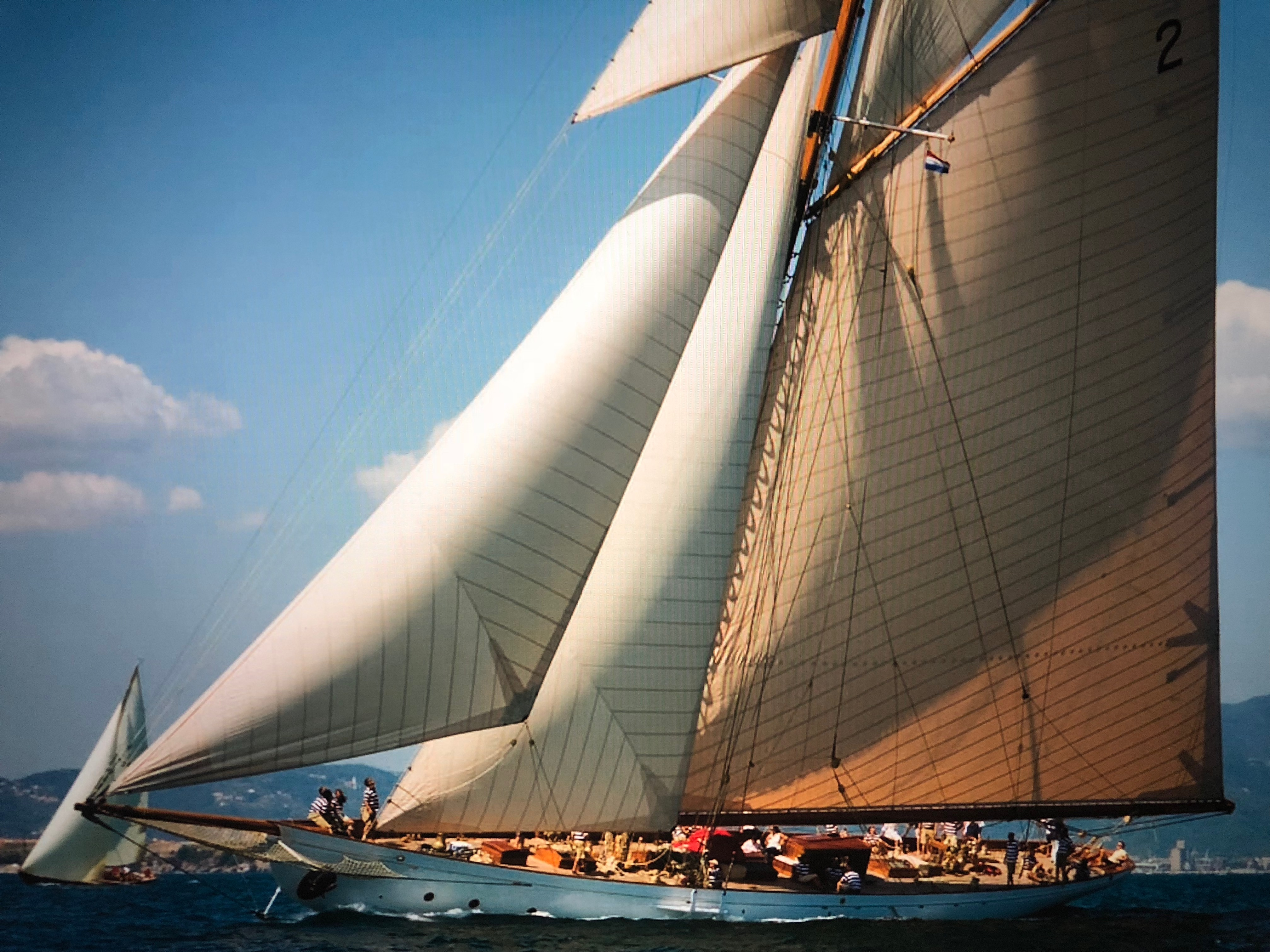
Lulworth unter vollen Segeln, 2018

Im Jahr 1924 kaufte er 72-jährig die Yacht Lulworth, eine Renn-Yacht der Big-Class und mit 46,30 m oder 151 Fuß Länge der größte gaffelgeriggte Kutter der Welt. Die Yacht lief 1920 in Southampton unter dem Namen Terpsichore vom Stapel und erhielt ihren jetzigen Namen im Jahr 1924. Der Name der Yacht stammt von Lulworth Castle, das ihrem zweiten Eigner, Herbert Weld, gehörte, dessen Großvater Gründungsmitglied der Royal Yacht Squadron war, unter dessen Stander sie auch segelte.
Die Lulworth war nach der Behebung anfänglicher Mängel eine sehr schnelle Renn-Yacht ihrer Zeit, die im Jahr 1925 an 28 Regatten teilnahm und immer unter den ersten drei landete. Sie wurde in allen folgenden Saisons der Big-Class eine erfolgreiche Renn-Yacht. Von 1920 bis 1930 nahm sie an 258 Regatten teil und belegte 59 erste Plätze, davon 47 nach 1924.
Im Jahr 1929 stieß Welds Absicht, zwei Familienerbstücke, den Luttrell Psalter und das Master of the Bedford Hours, bei Sotheby’s zu verkaufen, auf ein rechtliches Problem, und das nur drei Tage bevor die berühmten illuminierten Manuskripte unter den Hammer kommen sollten. Die Anwälte des British Museum hatten herausgefunden, dass sie und alle Erbstücke und „persönlichen Besitztümer“ in Lulworth Castle offenbar Eigentum von Mrs. Mary Angela Noyes, geborene Mayne, waren. Sie war die Ehefrau des Dichters Alfred Noyes (1880-1958), früher verheiratet mit Richard Shireburn Weld-Blundell, dem Erben von Weld-Blundell, der 1916 getötet worden war. Weld ging vor Gericht, doch seine Berufung wurde nur wenige Stunden vor dem Verkauf abgelehnt. Das British Museum kaufte dann beide Manuskripte von Frau Noyes mit einer Leihgabe von John Pierpont Morgan Junior.
Später im Jahr 1929 wurde Lulworth Castle durch einen Brand schwer beschädigt und einige der umstrittenen Erbstücke verbrannten.
Nach seinem Tod ging das Lulworth Estate an einen Cousin, Joseph William Weld (1909-1992), später einen Lord Lieutenant of Dorset über.

## Veröffentlichungen
- Herbert Weld Blundell: The Royal Chronicle of Abyssinia, 1769–1840, with Translation and Notes (1922), ISBN 978-0266624219